# Werner Jaeger
Werner Wilhelm Jaeger (ur. 30 lipca 1888 w Lobberich, zm. 19 października 1961 w Cambridge, MA) – niemiecki filolog klasyczny, profesor na uniwersytetach w Bazylei, Kilonii i Berlinie, emerytowany profesor Uniwersytetu Harvarda w Bostonie oraz czołowy reprezentant „trzeciego humanizmu” („Dritter Humanismus”). Autor słynnego dzieła Paideia, w którym idealizował greckie myśli edukacyjne jako fundament kultury zachodniej.

## Życiorys
Werner Wilhelm Jaeger urodził się w 1888 roku w Prusach, w miejscowości Lobberich w Nadrenii Północnej-Westfalii. Ojciec Wernera był właścicielem fabryki, matka – Helene Birschel. Do szkoły podstawowej uczęszczał Lobberich. Następnie uczył się w Gymnasium Thomaeum w Kempen.
Od 1907 roku studiował filozofię i filologię klasyczną na Uniwersytecie w Marburgu. Jednak po pierwszym semestrze przeniósł się na Królewski Uniwersytet w Berlinie, gdzie jego nauczycielami byli: Ulrich von Wilamowitz-Moellendorff (również mentor Jaegera), Eduard Norden, Johannes Vahlen i Hermann Diels. Doktorat zdobył w 1911 roku za rozprawę Studien zur Enstehungsgeschichte der Metaphysik des Aristoteles [Studia nad historią powstania metafizyki Arystotelesa], promowany summa cum laude (z najwyższą pochwałą). Po doktoracie Jaeger przebywał dwa lata we Włoszech, głównie w Rzymie, gdzie studiował rękopisy ojca Kościoła Grzegorza z Nyssy. W czerwcu 1913 roku habilitował się w Berlinie, mając zaledwie 26 lat, na podstawie Nemesios von Emesa. Quellenforschung zum Neuplatonismus und seinen Anfaengen bei Poseidonios [Nemesios z Emesy. Badania źródłowe dotyczące neoplatonizmu i jego początków w Poseidonios].
W 1914 roku w Berlinie-Charlottenburgu ożenił się z Theodorą (Dorą) z domu Dammholz (zm. 1936), z którą rozwiódł się w 1931. Z tego związku narodziła się trójka dzieci.
W 1914 roku został także powołany na profesora nadzwyczajnego na Uniwersytecie w Bazylei, a w 1915 na profesora zwyczajnego do Kilonii, gdzie przez 6 lat współpracował z Felixem Jacobym (1876–1959). W 1921 roku został następcą Ulricha von Wilamowitz-Moellendorffa w Berlinie. Zainteresowania Jaegera koncentrowały się wokół wpływu antycznego dziedzictwa na kulturę zachodnią, zwłaszcza greckiej koncepcji charakteru ludzkiego i o jej moralnej naturze, która rozwinęła się w życiu społeczeństwa. W swoich wykładach nawiązywał przy tym do literatury greckiej, poczynając od Homera a kończąc na Platonie. Wokół Jaegera skupiło się grono podobnie myślących filologów i badaczy starożytności, w tym archeologów, którzy co dwa lata spotykali się od 1926 roku na tzw. „Fachtagungen”, najpierw w Weimarze, potem w Naumburgu. Spotkania te zaowocowały założeniem przez Jaegera w 1924 roku towarzystwa Gesellschaft für antike Kultur, a w 1925 czasopisma Die Antike: Zeitschrift für Kunst und Kultur des klassischen Altertums (1925–36).
29 grudnia 1931 poślubił Ruth z domu Heinitz, z którą doczekał się jednego dziecka.
W 1934 roku Werner Jaeger wykładał na Uniwersytecie Kalifornijskim w Berkeley. W 1936 roku powołano go na Uniwersytet w Chicago, w tym samym roku na własne życzenie zwolnił się z pruskiej służby państwowej i wyemigrował z drugą żoną oraz czwórką dzieci do Stanów Zjednoczonych. Powodem emigracji były: brak miejsca dla badaczy o niezawisłych poglądach i brak perspektyw na powstanie ruchu bazującego na humanistycznych wartościach antyku oraz żydowskie pochodzenie drugiej żony. Swoją zawoalowaną dezaprobatę Werner wyraził w Humanistische Reden und Vortraege [Humanistyczne mowy i wykłady] (1937) oraz w książce Demosthenes. Przesłania Jaegera zostały w pełni zrozumiane w niemieckich kręgach uniwersyteckich, a nazistowscy naukowcy nie szczędzili mu ostrego ataku. W Stanach Zjednoczonych w latach 1936–1939 pracował jako profesor zwyczajny na Uniwersytecie w Chicago. Następnie przeniósł się na Uniwersytet Harvarda, gdzie jako profesor został pierwszym kierownikiem Instytutu Filologii Klasycznej (Institute of Classical Studies). Wykłady Jaegera o Paidei spotkały się z dużym zainteresowaniem. Za osiągnięcia naukowe otrzymał liczne wyróżnienia. Dzięki wsparciu uniwersytetu mógł zrealizować wydanie pism ojca Kościoła Grzegorza z Nyssy. Jaeger uczył jeszcze po przejściu na emeryturę do 1960 roku do swojego 72. roku życia.
Zmarł 19 października 1961 po upadku w domu.

## Członkostwo w organizacjach naukowych i społecznych
- Od 1924: współzałożyciel i członek Gesellschaft für antike Kultur [Towarzystwo Kultury Starożytnej]
- Od 1924: członek Pruskiej Akademii Nauk w Berlinie
- Od 1944: członek Amerykańskiego Towarzystwa Filozoficznego

## Odznaczenia i wyróżnienia
Wiele doktoratów honoris causa (m.in. Manchester 1926, Cambridge 1932, Harvard 1936, D. theol. Tübingen 1958). Odznaczony najwyższym cywilnym orderem Pour le Mérite.

## Działalność redakcyjna
W latach 1925–1936 redaktor czasopisma: Die Antike: Zeitschrift für Kunst und Kultur des klassischen Altertums (Bd. 1 – 12). Pismo było adresowane nie tylko do specjalistów i miało kulturalno-polityczny charakter z celem rozpowszechnienia wiedzy naukowej o kulturze starożytnej. Od 1925 roku współredaktor recenzowanego czasopisma przeglądowego, zajmującego się sztuką grecką w okresie klasycznym Gnomon. Zwolniony z powodów ideologicznych po przejęciu władzy przez narodowych socjalistów w 1933 roku.

## Dzieła
- Emendationum Aristotelearum specimen (1911)
- Studien zur Enstehungsgeschichte der Metaphysik des Aristoteles (1911)
- Nemesios von Emesa. Quellenforschung zum Neuplatonismus und seinen Anfaengen bei Poseidonios (1914)
- Aristoteles; Grundlegung einer Geschichte seiner Entwicklung (1923)
- Platons Stellung im Aufbau der griechischen Bildung (1928)
- Die geistige Gegenwart der Antike (1929)
- Humanistische Reden und Vorträge [Humanistyczne mowy i wykłady] (1937)
- Diokles von Karystos: die griechische Medizin und die Schule des Aristoteles (1938)
- Demosthenes: der Staatsmann und sein Werden (1934)
- Paideia; die Formung des griechischen Menschen (Bd. 1-3 wyd. w l. 1933-47) – [wyd. pol.: Paideia (przeł. Marian Plezia). Instytut Wydawniczy PAX: t. 1. -1962, t. 2. – 1964 ; Paideia: formowanie człowieka greckiego (przeł. Marian Plezia i Henryk Bednarek). Fundacja Aletheia: 2001]
- Humanism and Theology (1948) – [wyd. pol.: Humanizm i teologia (wstęp – Marian Plezia; przeł. Sylwester Zalewski). PAX – 1957]
- The Theology of the Early Greek Philosophers (1953) – [wyd. pol.: Teologia wczesnych filozofów greckich (przeł. Jerzy Wocial, przedm. Juliusz Domański). Wydawnictwo Homini – 2007]
- Two rediscovered works of ancient christian literature: Gregory of Nyssa and Macarius (1954)
- Aristotelis Metaphysica (1957)
- Scripta Minora (2 vol. 1960)
- Early Christianity and Greek Paideia (1961) [wyd. pol.: Wczesne chrześcijaństwo i grecka Paideia (przekł., red. i wprow. Krzysztof Bielawski). Homini – 1997]
- Gregor von Nyssas Lehre vom Heiligen Geist (1966)

## Literatura
- King, Colin G., Lo Presti, Roberto: Werner Jaeger – Wissenschaft, Bildung, Politik, Berlin 2017.
- Solmsen, Friedrich: Jaeger, Werner w: Neue Deutsche Biographie 10 (1974), s. 280–281 [Online-Version]; URL: https://www.deutsche-biographie.de/pnd118711350.html#ndbcontent